# Trawniki (vrijwilligers)
Trawniki's waren krijgsgevangen Oekraïners, Litouwers, Letten, Esten en anderen die door de omstandigheden gedwongen of vrijwillig in dienst van de SS in de vernietigingskampen in Oost-Polen werkten. De gevangenen uit het voormalige Oekraïense Sovjetleger, afkomstig uit de westelijke Oekraïne, werden eerst naar het trainingskamp van de SS in Trawniki bij het dorp Trawniki gestuurd. Vandaar de naam Trawniki's. Op elk van de Aktion Reinhard-vernietigingskampen waren Trawniki gelegerd. John Demjanjuk was een van hen.